# Vištuk
Vištuk é um município da Eslováquia, situado no distrito de Pezinok, na região de Bratislava. Tem 20,04 km² de área e sua população em 2019 foi estimada em 1357 habitantes.

## Demografia
| Ano:        | 1994 | 2004   | 2014   | 2024   |
| ----------- | ---- | ------ | ------ | ------ |
| Broj ljudi: | 1297 | 1382   | 1307   | 1365   |
| Razlika:    |      | +6,55% | -5,42% | +4,43% |

| Ano:               | 2023 | 2024   |
| ------------------ | ---- | ------ |
| Número de pessoas: | 1382 | 1365   |
| Diferença:         |      | -1,23% |